# Metaleptyphantes praecipuus
Metaleptyphantes praecipuus är en spindelart som beskrevs av George Hazelwood Locket 1968. Metaleptyphantes praecipuus ingår i släktet Metaleptyphantes och familjen täckvävarspindlar. Inga underarter finns listade i Catalogue of Life.